# Wally Wolf
Pour les articles homonymes, voir Wolf.
Wallace Perry « Wally » Wolf, Jr (né le 2 octobre 1930 et décédé le 12 mars 1997) est un nageur et poloïste américain. Lors des Jeux olympiques d'été de 1948 disputés à Rome, il remporte une médaille d'or au relais 4 × 200 m nage libre, battant au passage le record du monde. En 1952, il participe aux series dans cette même épreuve mais malgré la victoire américaine en finale, il ne reçoit pas de médaille d'or selon les règles de la fédération internationale à l'époque. Il a participé à deux autres éditions des Jeux olympiques, jouant dans l'équipe nationale de water-polo en 1956 et 1960.

## Palmarès
- médaille d'or au relais 4 × 200 m nage libre aux Jeux olympiques de Londres en 1948
- médaille d'argent en water-polo aux Jeux panaméricains de 1955